# Tania Australis
Tania Australis (mu Ursae Majoris) is een ster in het sterrenbeeld Grote Beer (Ursa Major).
Tania Australis bevindt zich thans in een stadium die zal leiden naar een bestaan als een rode reuzenster waar in de kern helium wordt omgezet in stikstof. Spectroscopisch is aangetoond dat de ster een dubbelster is met een onderlinge afstand van zo'n 1,5 AE en een omloopperiode van 230 dagen. De helderheid van de ster lijkt ook te variëren.
"Australis" betekent "zuidelijk", de ster staat ten zuiden van Tania Borealis, lambda UMa.